# 椿本真恵
椿本 真恵（つばきもと さなえ、1966年12月11日 - ）は、日本の女子バレーボール指導者、元選手。

## 来歴
徳島県那賀郡上那賀町出身。
ダイエー、久光製薬で活躍し、1999年に、当時V1リーグの東北パイオニア（後のパイオニア）に移籍。2002年にビーチバレーに転向した。
2008年3月に地域リーグのJAぎふ（現・JAぎふリオレーナ）コーチに就任し（初年度は選手兼任）、その後、監督に昇格した。チームは2012年にチャレンジリーグ昇格を果たした。2021年、監督を退任し総監督に就任。

## 所属チーム
- 富岡東高
- ダイエーオレンジアタッカーズ（1985-1994年）
- 久光製薬スプリングス（1997-1999年）
- パイオニアレッドウイングス（1999年-2002年）
- JAぎふ（2008-2009年）

## 球歴
- 全日本候補 - 1989年、1991年、1994年（辞退）

## 受賞歴
- 2000年 - 第2回V1リーグ MVP、アタック賞
- 2002年 - 第8回Vリーグ ベスト6